# Mycomya lindrothi
Mycomya lindrothi är en tvåvingeart som först beskrevs av Eberhard Plassmann 1981.  Mycomya lindrothi ingår i släktet Mycomya och familjen svampmyggor. Inga underarter finns listade i Catalogue of Life.